# Roy Del Ruth
Roy del Ruth (Delaware, 18 de octubre de 1893 – Sherman Oaks, California 27 de abril de 1961) fue un director de cine estadounidense. 

## Biografía
Del Ruth empezó como guionista de los gags para Mack Sennett en 1916. Pero sería a principios de los años 20 cuando debutaría como director a cómicos de Billy Bevan y Harry Langdon. En la década de los 30, ficha por la Warner Bros. y se convierte en uno de los directores más realistas de la época. Después de abandonar la Warner Bros. fichó por la Metro Goldwyn Mayer y esta sería una época de musicales y de películas de corte más ligero.
Del Ruth fue el típico director de estudio, sólido, técnicamente bien dotado, pero, una vez que quiso convertirse en un director con sello propio y lejos de las grandes majors, fracasó estrepitosamente. Después de dejar MGM, intentó hacer una serie de musicales y comedias menores. Después se especializó en películas de serie B de ciencia ficción con escaso éxito. 
Roy del Ruth moriría en 1961 a la edad de 67 años por un ataque al corazón y fue enterrado en el cementerio de la Misión de San Fernando en Los Ángeles, California. Tiene una estrella en el Paseo de la Fama de Hollywood situado en el 6150 de Hollywood Boulevard.

## Filmografía
- Asleep at the Switch (1923) — cortometraje
- The Cat's Meow (1924) — cortometraje
- The Hollywood Kid (1924) — cortometraje
- His New Mamma (1924) — cortometraje
- Smile Please (1924) — cortometraje
- Three Weeks in Paris (1925)
- Eve's Lover (1925)
- Hogan's Alley (1925)
- Ligeritas de cascos (Footloose Widows, 1926)
- The Little Irish girl (1926)
- El héroe del batallón (Across the Pacific, 1926)
- Wolf's Clothing (1927)
- Ham and Eggs at the Front (1927)
- If I Were Single (1927)
- The First Auto (1927)
- Conquest (1928)
- Beware of Bachelors (1928)
- The Terror (1928)
- Five and Ten Cent Annie (1928)
- La eterna vencedora (Powder My Back, 1928)
- The Aviator (1929)
- Las castigadoras de Broadway (Gold Diggers of Broadway, 1929)
- The Hottentot (1929)
- El canto del desierto (The Desert Song, 1929)
- Divorce Among Friends (1930)
- The Life of the Party (1930)
- Tres de cara a oriente (Three Faces East, 1930)
- The Second Floor Mystery (1930)
- Venga mecha (Hold Everything, 1930)
- Gente viva (Blonde Crazy, 1931)
- Side Show (1931)
- El halcón (The Maltese Falcon, 1931)
- Mi pasado (My Past, 1931)
- Grata compañía (Blessed Event, 1932)
- Taxi! (Taxi, 1932)
- O todo o nada (Winner take all, 1932)
- Beauty and the Boss (1932)
- El guapo (Lady Killer, 1933)
- Pequeño gigante (The Little Giant) (1933)
- Los desaparecidos (Bureau of Missing Persons, 1933)
- Employees' Entrance (1933)
- Capturados (Captured!) (1933)
- El adivino (The Mind Reader, 1933)
- Un aventurero audaz (Bulldog Drummond Strikes Back, 1934)
- Gente de arriba (Upperworld, 1934)
- La melodía de Broadway 1936 (Broadway Melody of 1936, 1935)
- El caballero del Folies Bergere (Folies Bergère de Paris, 1935)
- Un millón de gracias (Thanks a Million, 1935)
- Nacida para la danza (Born to dance) (1936)
- La esposa anónima (Private number) (1936)
- La melodía de Broadway 1938 (Broadway Melody of 1938, 1937)
- Lo quiso el destino (It Had to Happen, 1936)
- On the Avenue (1937)
- He Married His Wife (1940)
- La mujer fantasma (Topper Returns, 1941)
- The Chocolate Soldier (1941)
- La Dubarry era una dama (Du Barry Was a Lady, 1943)
- Broadway Rhythm (1944)
- Maisie Gets Her Man (1942)
- Ziegfeld Follies (1946)
- Sucedió en la quinta avenida (It Happened on 5th Avenue, 1947)
- The Babe Ruth Story (1948)
- Always Leave Them Laughing (1949)
- Luz roja (Red Light, 1949)
- Starlift (1951)
- A la luz de la luna (On Moonlight Bay, 1951)
- Stop, You're Killing Me (1952)
- About Face (1952)
- Three Sailors and a Girl (1953)
- El fantasma de la calle Morgue (Phantom of the Rue Morgue, 1954)
- Alligator People (1959)

- Datos: Q918762
- Multimedia: Roy Del Ruth / Q918762